# Nivchové

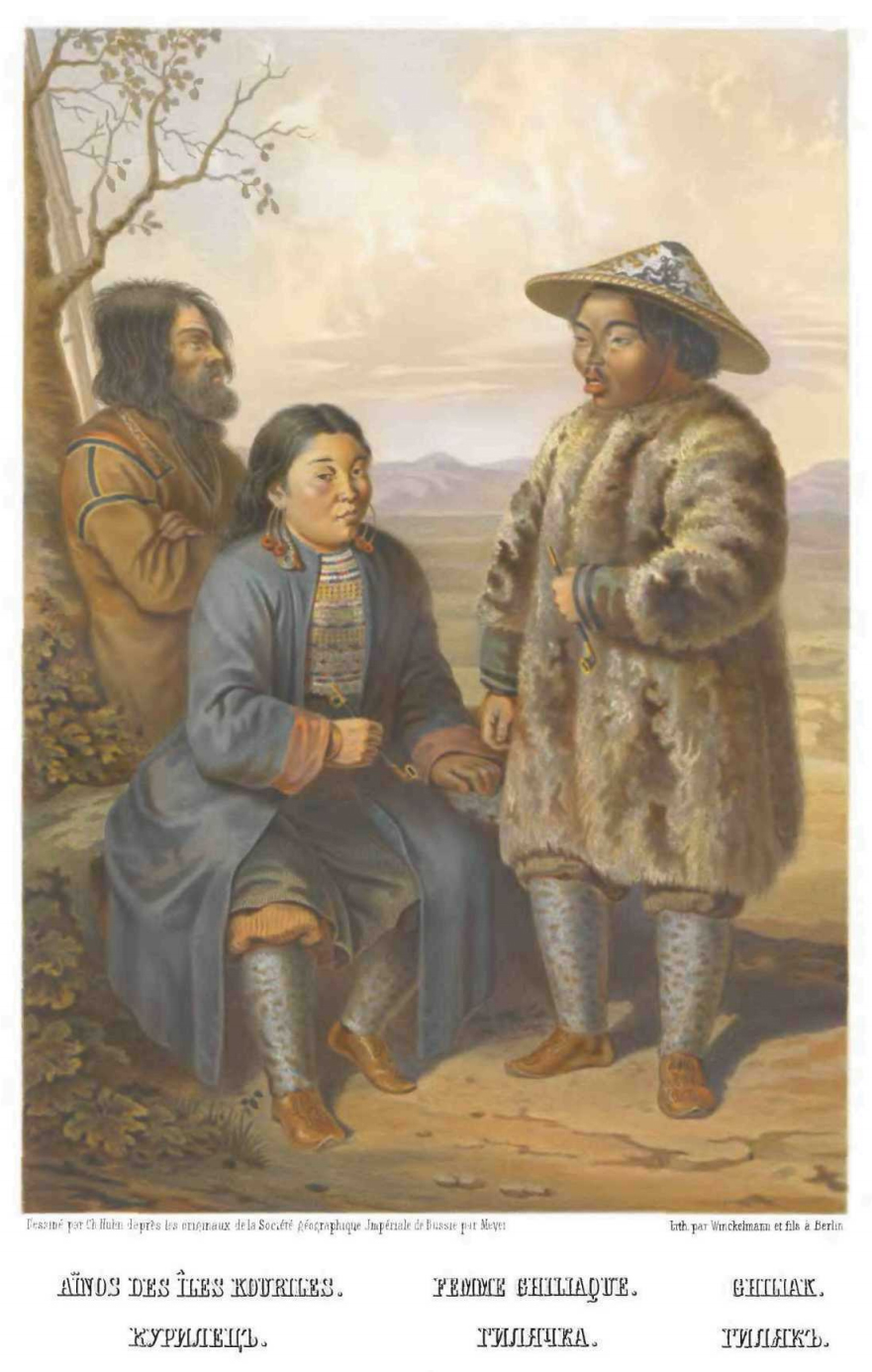
nivchský pár (vepředu) a Ainu (vzadu), ilustrace z knihy G.T. Paulyho: Etnografický popis národů Ruska

Nivchové (rusky: Нивхи), též Giljaci  jsou obyvatelé ruského Dálného východu. Obývají severní část ostrova Sachalin (Sachalinská oblast), západní i východní pobřeží, povodí řek (hlavně řeka Tym) a povodí řeky Amuru (Chabarovský kraj, Přímořský kraj, Židovská autonomní oblast). Malá část jich nepůvodně žije na Ukrajině a na severu Japonska (ostrov Hokkaido).
Nivchů je přibližně 5 800. Podle sčítání v roce 2002 jich v Rusku žije 5 162 a na Ukrajině, podle sčítání z roku 2001, jich žije 584.

## Etnonymum
Nivchové se sami sebe označují jako Ньивхгу (Nivchgu) nebo Ньигвнун (Nigvnun) – tyto názvy znamenají „lidé“. Rusové označují Nivchy slovem Нивхи (Nivchi) – toto označení bylo přijato sovětskou vládou v roce 1930. Ruští objevitelé je však ze začátku nazývali Гиляки (Giljaki, česky Giljaci), které je dnes zastaralé. Slovo Giljak pravděpodobně pochází z tunguzských jazyků a znamená „lidé, kteří používají velké lodě s krátkými pádly“.

## Antropologie
Nivchové jsou mongoloidní rasy. Jsou kratšího vzrůstu (do 160 cm), mají šikmé (mandlové) oči, úzké rty a plochý a kulatý obličej. Mají tmavé vlasy, oči a na rozdíl od ostatních mongoloidů mají tmavší pleť.
Giljaci nejsou mongolského ani tunguzského původu; jsou příslušníky jakéhosi neznámého plemene, snad kdysi mocného a svrchovaného v Asii, avšak dnes už dožívajícího na nevelkém kousku země v podobě nepočetného, avšak stále ještě ušlechtilého a bodrého národa. Pro svou neobyčejnou sdílnost a pohyblivost se Giljaci odedávna spřízňují se všemi sousedy - proto dnes skoro nenajdete čistokrevného Giljaka, bez příměsi mongolských, tunguzských nebo ainských prvků. Giljak má kulatý obličej, jako měsíc v úplňku, žlutavé barvy; je šikmooký, s vystouplými lícními kostmi a řídkou, někdy stěží patrnou bradkou. Vlasy má hladké, černé, hrubé, vzadu sčesané do copánku.
Anton Pavlovič Čechov, 'Sachalin, 1893

## Jazyk
Nivchština je izolovaný jazyk. Má tři dialekty rozdělené podle oblastí které Nivchové obývají: amurský (povodí Amuru – Chabarovský kraj), severosachalinský (severní část Sachalinu) a východosachalinský (východní část Sachalinu).

## Historie
Nivchové jsou považováni za potomky nejstarších neolitických obyvatel povodí Amuru a Sachalinu. Nejstarší zmínka o Nivchech pochází z 12. století z čínské kroniky kde Nivchové jsou nazýváni Giljemi (čínsky: Ťi-lie-mi, 吉列迷), později byli v kontaktu s administrativou dynastie Jüan.
Během 17. a 18. století byli Nivchové objeveni Rusy. V roce 1643 o Nivchech napsal Rus Vasilij Poljarkov, který je nazýval Giljaky.
Během druhé světové války přemístili Japonci Nivchy (okolo 100 osob) a Ainy z japonské části Sachalinu (též Karafuto) na Hokkaidó. Mnoho Nivchů se po válce vrátilo zpět na Sachalin, malá část Nivchů zůstala v Japonsku.
Sovětský režim a kolektivizace přinesly velké změny v životě Nivchů. Nivchové se museli vzdát tradičního rybolovu a začít pracovat v kolchozech (první nivchský kolchoz – Čir-unvd (Nový život) byl založen v roce 1930) a věnovat se zemědělství. Nucení Nivchů k zemědělství bylo však těžké z důvodu animistického přesvědčení že orat půdu je hřích. Nivchština byla ve školách a na veřejných prostranstvích zakázána. Nastolena byla ruština, čímž se zrychlila rusifikace Nivchů.
V roce 1991, po rozpadu Sovětského svazu Nivchové přestali pracovat v kolchozech. V dobách Sovětského svazu Nivchové byli závislí na financování státu. V důsledku toho se po jeho rozpadu mezi nimi rozmohla chudoba. Dnes je tradiční způsob život Nivchů ohrožen těžbou zemního plynu a ropy na Sachalinu.

## Náboženství a mytologie
Nivchové tradičně vyznávají animismus a šamanismus. Nivchové mají animistické představy o světě – skoro každý přírodní jev má svého yz, pána, ducha. Nivchové věřili že svět má tři vrstvy. Naše země je prostřední. Pokud člověk zemře, dostane se do podsvětí (dolní svět, Mly-vo). V podsvětí trvá život déle a vše je opačně (např. léto se změní na zimu, den na noc atd.). Muži musejí projít v podsvětí tři vrstvy – proto jsou pohřbívání ve třech vrstvách oblečení. Ženy musejí projít čtyři vrstvy – jsou tedy pohřbeny ve čtyřech vrstvách oblečení.

### Stvoření světa
Nivchové věří že zemi stvořil Tajchnad. Když Tajchnad kráčel po Sachalinu, z jeho šlápot se stalo říční koryto pro řeku Tym. A kam šlehnul bičem, tam vytvořil přítok řeky Tym. Dalším důležitým bohem byl Pal-Yzng - bůh hor a tajgy. Podle mýtu vznikli Nivchové takto: Na vodě plavala kachna které snesla vejce ze kterých se vylíhla mláďata. Ta si postavila hnízda. Když hnízd bylo mnoho, spojila se a začala na nich růst tráva a později i stromy, mezi nimiž byl i modřín. Když kapky modřínové pryskyřice ukáply na zem, stali se z nich Nivchové. Modřínová pryskyřice je tmavá, proto mají Nivchové tmavší pleť než jejich sousedé Orokové, kteří mají velmi světlou pleť díky tomu, že podle mýtu pocházejí ze smůly borovice, která je světlá.

### Krmení živlů
Aby si Nivchové zajistili dobrý lov či štěstí, tzv. krmí (tento akt se nazývá ču-ču) duchy moře (pro zajištění dobrého rybolovu), ohně (který je mezi Nivchy zvláště ceněný) či země (pro dobrý lov). Do ohně, moře či do země (v tomto případě do křoví) se dávají obětiny duchům těchto živlů v podobě jídla (mos, jukola), koření, vodky (arak), tabáku, bylinek či vrbových proutků. I v současnosti se na mnoho místech na Sachalinu koná v předvečer začátku rybářské sezóny rituální krmení ducha moře které je spojené s vystoupením folklorních souborů, ukázkami tradičního tance a zpěvu, a soutěžení v tradičních sportech. Těchto slavností se účastní mnoho lidí z řad široké veřejnosti.

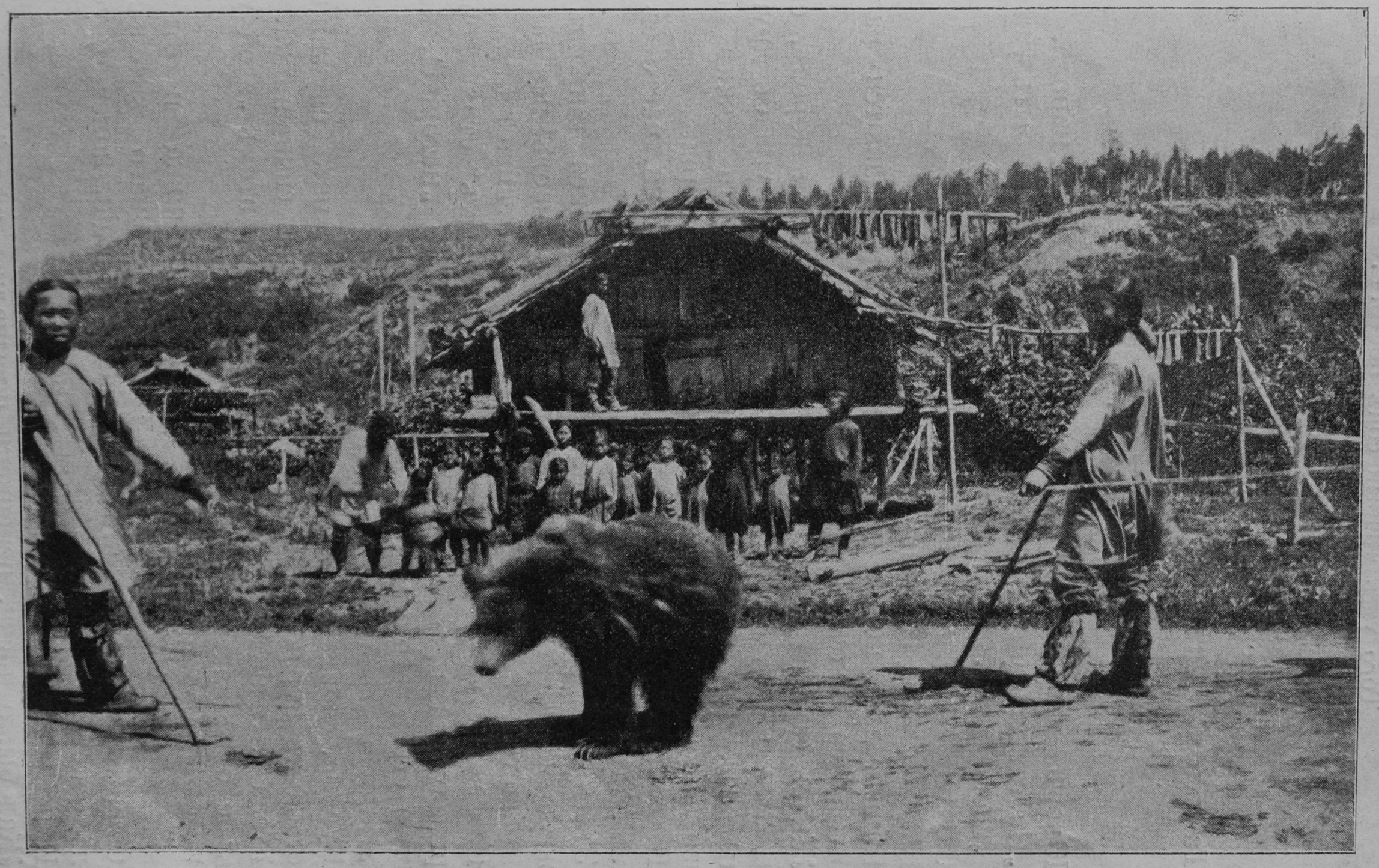
nivchský medvědí rituál

### Medvědí rituál
Nivchové tradičně praktikovali medvědí rituál (čchyf-lecherd) – náboženský obřad, jehož součástí je obětování medvěda. Medvěd je v nivchské mytologii vnímán jako nejvyšší tvor, prapředek Nivchů a medvědí rituál je vnímán jako komunikace s nadpřirozeným světem kam medvěd po smrti odejde. Naposledy se na Sachalinu tento rituál spojený s obětováním medvěda prováděl v 60. letech 20. století. Některé jeho prvky, jako je medvědí tanec žen, hostina s tradičními pokrmy nebo soutěže v tradičních sportech se dosud provádějí.
Tento medvědí rituál se prováděl v lednu a únoru. Nejprve bylo nutné v lese odchytit medvídě, v případě nutnosti byla jeho matka zabita. Medvídě bylo chováno v chlívku z kmenů stromů ozdobeném jedlemi (inau) na nichž byly zavěšeny posvátné hoblinky štěstí (nau). O medvídě se ženy staraly jako o vzácného hosta - bylo myto a krmeno až do dospělosti, tedy 2-3 roky. V den rituálu muži medvěda uvázali na lano a vyvedli z chlívku na místo obětování. Tam jej uvázali ke dvěma sloupkům vyřezávaným ze dřeva (kargan), také zdobeným jedlemi inau. Ženy se rituálu neúčastnily - během oběrování tančily medvědí tanec (ticht), kdy s větvičkami jehličnanů v rukou a za doprovodu tradičního hudebního nástroje tjatid schar (kmen stromu do kterého se buší paličkami) předváděly pohyby medvěda. Nakonec byl medvěd zastřelen šípem do srdce. Spolu s ním byli zastřelenii dva psi, mající za úkol duši medvěda vyprovázet k Pal-Yzngovi, bohovi hor a tajgy. Poté byl medvěd stažen z kůže a druhý den jeho vařené maso snědli účastníci rituálu. Pouze medvědí lebka a kůže z jeho hlavy, dále používána jako maska, snědeny nebyly, pokládaly se za posvátné. Následovala bohatá hostina, každý host byl hoštěn tradičním nivchským pokrmem mosem) a hry, spojené se zápasy a soutěží ve skoku do výšky a do dálky, skoku přes saně, v hodu harpunou či v závodě psích spřežení.

## Tradiční způsob života
Tradičně žili Nivchové usedle či polokočovně. V létě se přesunovali do letních vesnic blízko pobřeží či řek a živili se zde hlavně rybolovem a lovem mořských savců (tuleni, kytovci). V zimě žili v zimních vesnicích, které byly umístěny často v tajze nebo dále od pobřeží, kde se věnovali hlavně lovu lesní zvěře ale také stále rybolovu. Mořští savci a ryby se prakticky lovili celý rok. Díky tomu jejich maso tvoří nejdůležitější složku nivchské kuchyně. Tuleni (tuleň obecný) a kytovci se tradičně lovili harpunami a sítěmi z kožených řemínků. Ryby se nejčastěji lovili do sítí. Menší lesní zvěř, jako jsou lišky, soboli, vydry říční a různí ptáci se lovila méně, pomocí luku a šípů nebo různých pastí (oka). Při lovu medvěda se používal oštěp. Kromě lovu se Nivchové živili sběrem lesních plodů a řas, který zajišťovaly ženy a děti, a chovem psů kteří sloužili jako zápřah do saní. Malá část Nivchů, která se věnovala chovu sobů, byla ovlivněna Tunguzy (Oroky, Evenky) - názvy typu sobů aj. jsou tunguzského původu.

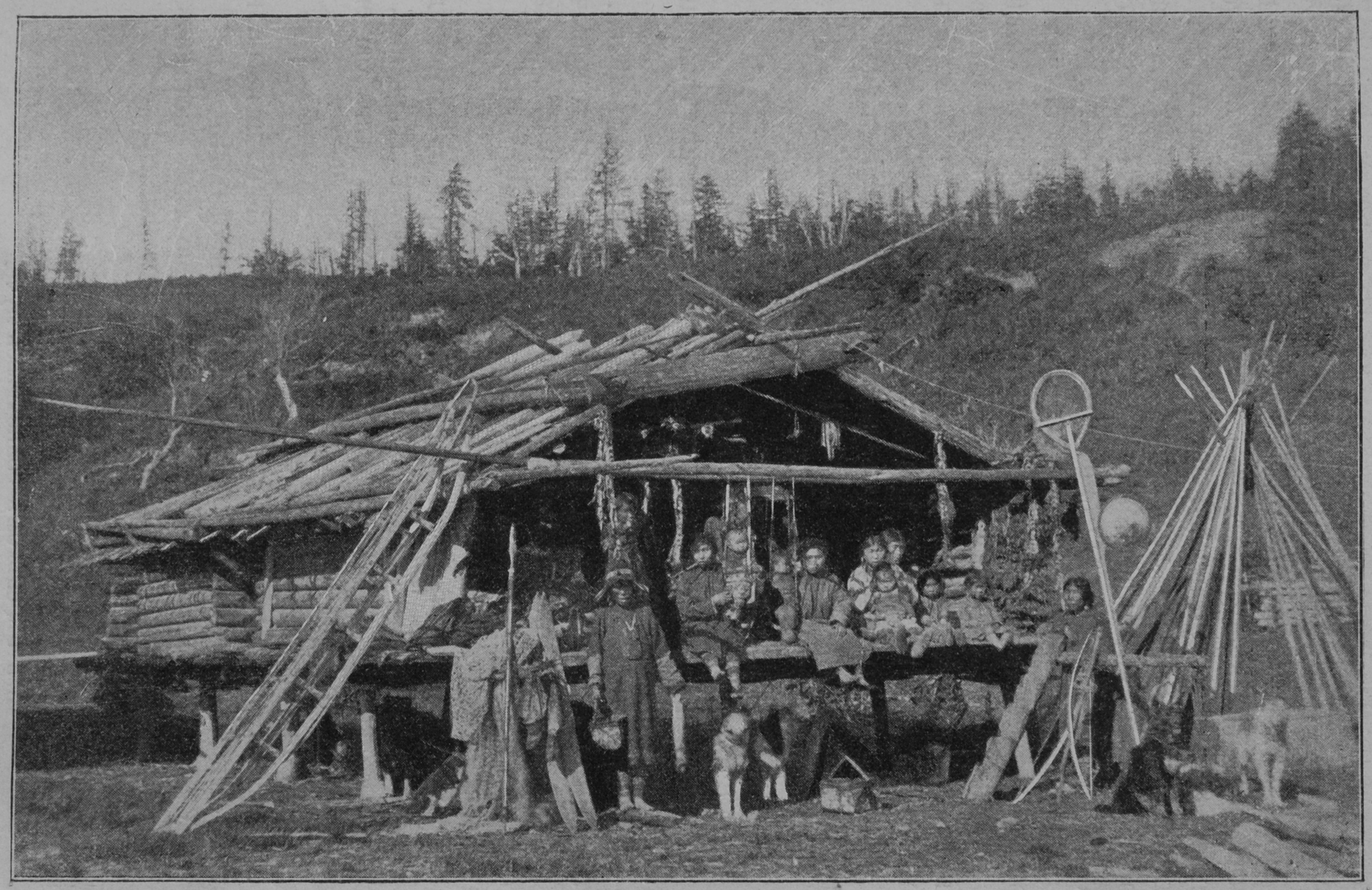
tradiční nivchské letní obydlí - ke-raf

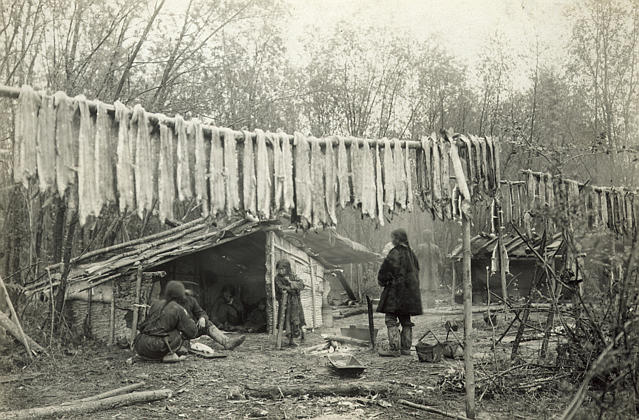
nivchská letní vesnice, začátek 20. století

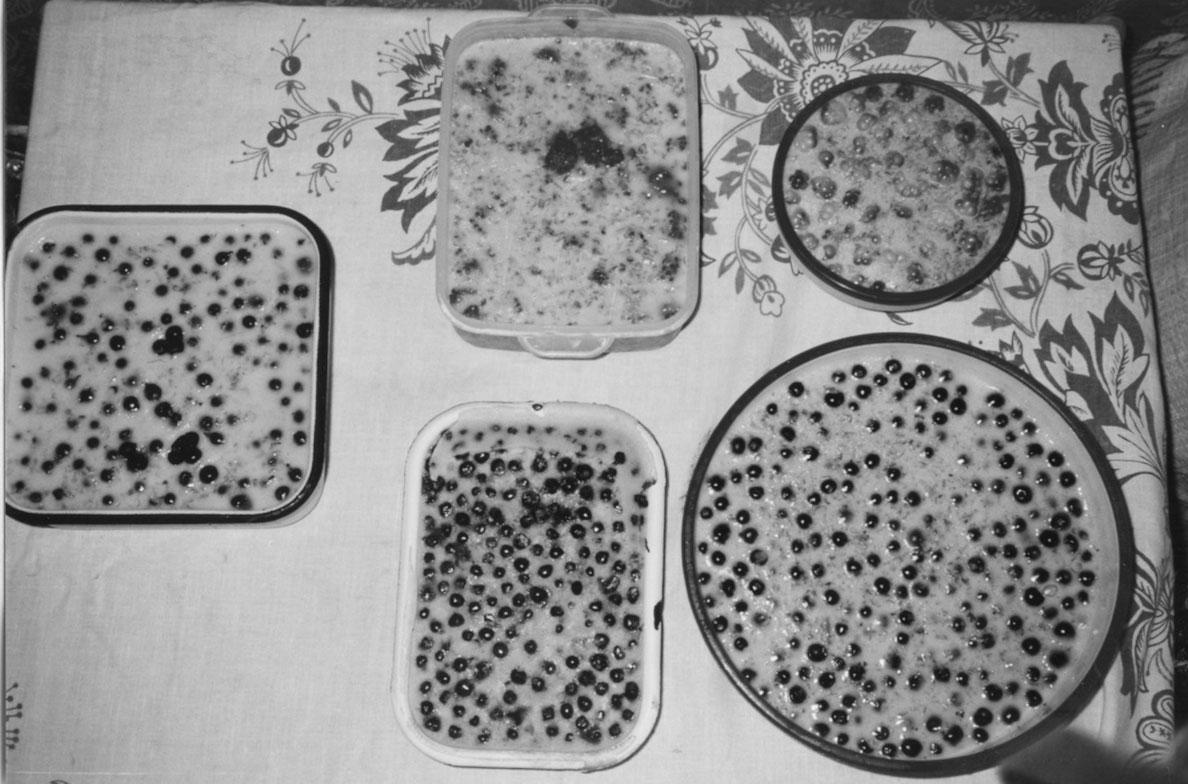
mos, tradiční nivchský pokrm

### Tradiční obydlí
Od dubna do podzimu žili Nivchové ve svých letních osadách. Letním obydlím (ke-raf) je dřevěná chýše, která je často postavená na kůlech. Zimním obydlím je zemnice ve tvaru komolého čtyřbokého jehlanu nazývaná to-raf. Stěny to-rafu jsou z kmenů stromů, které jsou z části zabudované v zemi a pokryté zeminou a trávou. Uprostřed zemnice je ohniště (nad ním otvor pro kouř) a kolem stěn jsou rozmístěny lavice na kterých se spí.

### Klan
Nivchské vesnice (vo) byly stavěné poblíž řek či blízko k mořským pobřežím. V jedné vesnici mohlo žít až 20 rodin stejného klanu – skupiny lidí, kteří mají společné předky. Mezi Nivchy je byla pravidlem monogamie, ale často se mezi nimi objevovala i polygamie. Nivchové jsou tradičně patrilineární – dědictví a privilegia se dědí po otcovské linii. Pokud se muž ucházel o dívku, museli ymchové (rod ženicha) přivést „výkupné“ za nevěstu achmalkům (rod nevěsty) v podobě kožešin, zbraní, jídla, kovových předmětů (nádobí, ozdoby apod.), vodky (arak) a také loveckých psů. Poté žije nevěsta v klanu ženicha.
Podle Lva Šternberga se ve společenském systému Nichvů uchovaly pozůstatky skupinového manželství. Mimomanželský sexuální styk byl tolerován, dokonce běžný, zejména mezi mužem a sestrami jeho manželky, ženami bratrů a ženami z klanu jeho matky. Naopak styk mezi muži a ženami jeho otcovského klanu byl přísně zakázán jako incestní. Tabu incestu bylo tak silné, že sourozenci opačného pohlaví spolu obvykle ani nemluvili..

### Tradiční kalendář a činnosti v průběhu roku
Nivchové dělili rok do dvanácti lunárních měsíců. Měsíce byly nazvány podle typických činností, které se v nich prováděly nebo podle aktuálních změn života v přírodě. Názvy měsíců jsou svým významem velmi podobné pojmenování měsíců u severoamerických indiánů, zvláště kmenů Severozápadního pobřeží, např. Tlingitů a Cimšjanů.
- Tlo lion („měsíc mrazu“): listopad-prosinec. Zamrzají řeky, lidé začínají jezdit na saních s psím spřežením.

- Klu lion („posvátný měsíc“): prosinec-leden, loví se kožešinová zvěř pomocí samostřílů, připravuje se medvědí rituál.

- Č'amn lion („měsíc orlů“): leden-únor, pořádá se medvědí rituál, lidé se navštěvují, domlouvají se sňatky.

- K'ar lion („měsíc vran“): únor-březen, muži loví kožešinovou zvěř, ženy předou vlákna z kopřiv a lýka..

- Tšat lion („měsíc konipasů“): březen-duben, muži loví soby na lyžích na umrzlém sněhu, opravují čluny, ženy opravují sítě.

- Pitul lion („měsíc květin“): duben-květen, muži spouštějí čluny na vodu, loví tajmeny a chytají medvíďata pro chov, ženy vykopávají cibulky řebčíku kamčatského (sarany).

- Mask'so lion („měsíc plotic“): květen-červen, muži loví medvědy a lišky, chytají plotice a karasy na jezerech. Ženy sbírají stonky bolševníku, bohaté na cukry.

- Nykš č'eu lion („měsíc sušení bylin“): červen-červenec, muži suší ryby a vydělávají kožešiny, ženy sbírají a suší bolševník, lopuch a další byliny.

- Ten'ivota lion („měsíc lososa gorbuši“): červenec-srpen, muži chytají lososa gorbušu, ženy ho suší na jukolu a sbírají lesní jahody.

- Lachivota lion („měsíc lososa kety“): srpen-září, muži chytají lososa ketu, ženy ho suší na jukolu a sbírají bobule klikvy a brusinek, také suší seno na vložky do zimních bot.

- N'arg'u lion („měsíc pastí“): září-říjen, muži líčí oka na kožešinovou zvěř, ženy sbírají kopřivy a divoké konopí pro výrobu vláken.

- Muchiťi lion („měsíc vytahování člunů“): říjen-listopad, čluny se vytahují vysoko na břeh, převracejí a podkládají kládami suchého dřeva.

Období od listopadu do května trávili Nivchové v zimních osadách, v polopodzemních srubech to raf, od června do října žili v domech na kůlech ke raf.

## Folklór
Folklór Nivchů je podobný ostatním národům žijících na Sachalinu a v povodí Amuru – Orokové, Nanajci, Ulčové a jiní.

### Hudební a ústní tradice
Nivchská hudební tradice je velmi bohatá. Tradiční Nivchská hudba je spíše vokální (využívání hlasu zpěváka) i když také využívá svérázné hudební nástroje. Hra na tyto nástroje má sólový charakter. K tradičním nivchským hudebním nástrojům patří:
- Chas – šamanský buben. Kůže napnutá na dřevěném rámu.
- Yampa – kovové kornoutky které jsou upevněny na šamanských pásech. Při tanci vydávají zvonivý zvuk.
- Kalni – hudební nástroj vyrobený z dlouhého a dutého kmene sachalinské miříkovité rostliny. Hráč do něj vydává táhle hučivé zvuky.
- Kanga – brumle s dřevěným nebo mosazným tělem a s jazýčkem z rákosu.
- Koga čir – brumle z bambusu nebo rákosu.
- Korgoš – dřevěná tyčka. Buď se s ní bouchá o tjatid schar, nebo se ťuká se dvěma o sebe.
- Pevs – různé druhy fléten z bambusů nebo rákosů.
- Tjatid schar (tjatid čcharš) – hudební nástroj tvořený kmenem stromu do kterého se bouchá korgoši. Tradičně na něj hrají pouze ženy.
- Tynryn – nivchský strunný nástroj tvořený dřevěným tělem na kterém je upevněný bubínek se stěnami z březové kůry a dnem z kůže. K bubínku a kostře je připevněna jedna struna. Strunu drží hráč při hře v ústech a hraje na ni smyčcem. Bubínek (na jehož dně z kůže je struna uvázána) pak rezonuje.
- Zakanga – brumle z kovu.

K tradičním ústním žánrům patří:
- Tilguš – hrdinské eposy psané veršem či prózou.
- Nasmund – kouzelné písně a příběhy o zvířatech.[24]

### Tradiční odívání

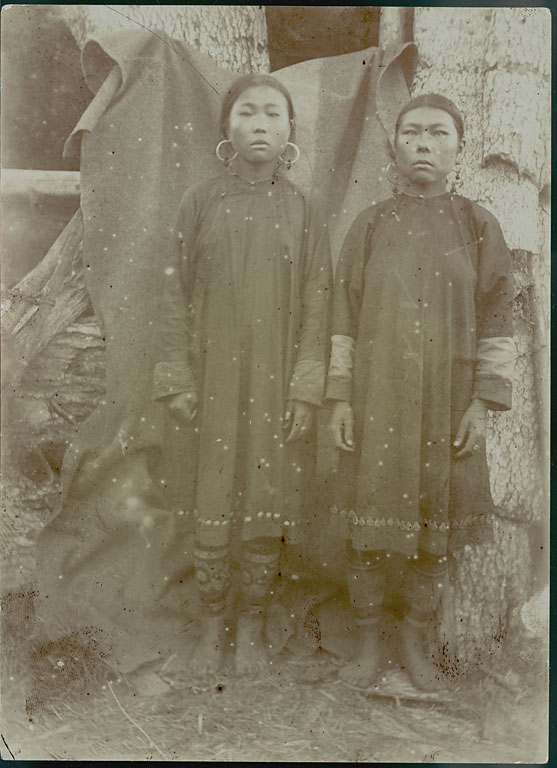
nivchské dívky v tradičních oděvech

Nivchové tradičně nosili oděvy které se zapínaly na pravém rameni. Zimní oblečení bylo vyráběno z kůží tuleňů, ryb a kožešin sobolů, rysů, vyder, lišek a psů. Letní odívání bylo hlavně z rybí či tulení kůže a také z bavlněných a hedvábných látek které Nivchové získávali díky obchodu s Rusy, Číňany a Mandžuy. Ženský oděv (hucht) je plášť dlouhý po kolena který se zapíná na pravém rameni. Lemy svátečního huchtu byly zdobeny tradičním ornamentem a často i kožešinou. Mužské oděvy skij byly kratší, tmavší barvy a méně zdobené. K nim muži nosí kožené kalhoty. Muži také mohli nosit na kalhoty kilt kosk, nejčastěji z tulení či psí kůže. V zimě se nosili kožešinové čepice (hak) a v létě se používali čelenky nebo pokrývky hlavy z březové kůry. Boty, torbasy, byly nejčastěji vyráběné z tulení kůže.

### Tradiční kuchyně
V tradiční nivchské kuchyni je používáno nejčastěji rybí maso, maso z mořských savců (tuleň) a zvěřina. Ryby se suší nebo udí nad ohněm - takto připravená ryba se nazývá mad-jir ma, která je základem mnoha tradičních nivchských pokrmů. Dalšími složkami tradiční nivchské kuchyně jsou různé lesní plody nebo divoký čenek. Od 12. století byli Nivchové v kontaktu s Číňany, Mandžuy a Japonci kteří k Nivchům přinesli nové suroviny jako je sůl, cukr, rýže, proso a čaj. Během kolonizace dálného východu Rusy v 18. a 19. století se k Nivchům dostala mouka, vodka (nivchsky arak), chléb, brambory, máslo a různé (pro ně neznámé) druhy zeleniny, ovoce a masa. Oblíbeným tradičním pokrmem je mos, pudink z vody, rozmělněného rybího masa, lesních plodů a tuleního tuku, nebo muvi, pyré z brusinek a brambor.

### Tradiční hry a sporty
Nivchové znají mnoho her a sportů, které mnohdy měly rituální konotace. Provozovali je především v zimě, v rámci medvědého obřadu, případně při svatebníh obřadech. Jako jinde na Sibiři a v arktické oblasti jsou u Nivchů oblíbeny hlavně soutěže ve skoku, Muži závodí ve skoku do dálky i v přeskakování saní, stojících vedle sebe. Oblíbené jsou i dostihy psích spřežení, závody v lukostřelbě a hodu harpunou (oštěpem) na cíl.
Zvláštní postavení měl šerm holemi zvanými zar ťar. Jednalo se tlusté, přibližně dvoumetrové hole ze dřeva břízy nebo střemchy. Tento tvrdý sport, jehož cílem bylo zasáhnout protivníka do hlavy, sloužil k bojovému výcviku, ale také při řešení sporů mezi nivchskými rody a osadami, kdy měl funkci ordálu. Vítěz souboje měl povinnost poraženého vzkřísit a obvázat mu hlavu.

## Významní Nivchové
- Vladimír Michaelovič Sangi (18. března 1935) – nivchský spisovatel, učitel, autor prvního nivchského slabikáře. Spolu s Galinou Otainou vyvinul psanou formu nivchštiny.[27]
- Galina Alexandrovna Otaina  (6. července 1931 – 1996) – nivchská etnoložka, lingvista, vědecká pracovnice. Spolu s Vladimírem Sangim vyvinula psanou nivchštinu a 1. nivchský slabikář.[28]
- Čuner Michaelovič Taksami (23. února 1931) – etnograf nivchského původu. Autor mnoha vědecký prací, knih, slovníků a článků týkajících se nivchské kultury.[29]
- Lydia Muvčik  (1941) – mistryně tradičního nivchského zpěvu (vystupovala např. na Pacifickém hudebním festivalu 2004 na Sachalinu) a autorka knihy nivchských pohádek.

#### Videa
- (anglicky) Nivchské ženy hrající na tradiční hudební nástroj tjatid-schar
- Krátké video z tradičních nivchských slavností (tance a totemy z medvědího rituálu, krmení země)
- (anglicky) Journey to the indigenous Nivkh people of Sakhalin - výprava hudebnice Pii Siiraly a souboru Ensemble XXI za Nivchy a jejich tradiční hudbou na Sachalin
- Nivchka Lydia Muvčik vyprávějící nivchské pohádky a zpívající tradiční písně v nivchštině
- (rusky) Reportáž o Nivších žijící stále z rybolovu
- (rusky) Domorodí obyvatelé Sachalinu vědí jak strávit zimu - reporáž o zimní nivchských oslavách

#### Obrázky

##### Tradiční odívání
- Tradiční nivchský ženský oděv Archivováno 2. 12. 2012 na Wayback Machine.

##### Tradiční hudba
- Tradiční hudební nástroj kalni
- Nivchská šamanka s bubnem (chas) a kovovými chrastítky (yampa)
- Tradiční hudební nástroj tynryn

##### Tradiční festivaly
- (rusky) Fotodokumentace rituálu krmení moře
- (rusky) Fotodokumentace nivchského medvědího rituálu Archivováno 1. 1. 2011 na Wayback Machine.

##### Osobnosti
- Vladimír Michaelovič Sangi
- Čuner Michaelovič Taksami[nedostupný zdroj]
- Galina Otaina[nedostupný zdroj]
- Lydia Muvčik (napravo)